# Клер (округ)
Шаблон:StateAbbr_ 43°59′ пн. ш. 84°50′ зх. д. / 43.99° пн. ш. 84.84° зх. д.
Округ  Клер (англ. Clare County) — округ (графство) у штаті Мічиган, США. Ідентифікатор округу 26035.

## Історія
Округ утворений 1840 року.

## Демографія
За даними перепису 
2000 року 
загальне населення округу становило 31252 осіб, зокрема міського населення було 7077, а сільського — 24175.
Серед мешканців округу чоловіків було 15401, а жінок — 15851. В окрузі було 12686 домогосподарств, 8749 родин, які мешкали в 22229 будинках.
Середній розмір родини становив 2,89.
Віковий розподіл населення поданий у таблиці:
| Стать    | До 15 років | 15-21 | 22-29 | 30-39 | 40-49 | 50-65 | 65-85 | Понад 85 |
| -------- | ----------- | ----- | ----- | ----- | ----- | ----- | ----- | -------- |
| Чоловіки | 3160        | 1394  | 1189  | 1929  | 2216  | 3003  | 2348  | 162      |
| Жінки    | 3093        | 1320  | 1260  | 2008  | 2223  | 3059  | 2573  | 315      |

## Суміжні округи
- Роскоммон — північний схід
- Гледвін — схід
- Мідленд — південний схід
- Ізабелла — південь
- Мекоста — південний захід
- Осеола — захід
- Міссокі — північний захід

## Виноски
1. ↑  US Decennial Census. US Census Bureau. Архів оригіналу за 26 квітня 2015. Процитовано 19 вересня 2014.
2. ↑  Historical Census Browser. University of Virginia Library. Архів оригіналу за 11 Серпня 2012. Процитовано 19 вересня 2014.
3. ↑  Population of Counties by Decennial Census: 1900 to 1990. US Census Bureau. Архів оригіналу за 15 Лютого 2015. Процитовано 19 вересня 2014.
4. ↑  Census 2000 PHC-T-4. Ranking Tables for Counties: 1990 and 2000 (PDF). US Census Bureau. Архів оригіналу (PDF) за 18 Грудня 2014. Процитовано 19 вересня 2014.
5. ↑  State & County QuickFacts. US Census Bureau. Архів оригіналу за 3 січня 2016. Процитовано 27 серпня 2013.(англ.) Наведено за англійською вікіпедією.
6. ↑  American FactFinder. Бюро перепису населення США. Архів оригіналу за 29 липня 2011. Процитовано 31 січня 2008.

| США | Це незавершена стаття з географії США. Ви можете допомогти проєкту, виправивши або дописавши її. |